# San José del Molino
San José del Molino är en ort i Mexiko.   Den ligger i kommunen Vicente Guerrero och delstaten Durango, i den centrala delen av landet, 700 km nordväst om huvudstaden Mexico City. San José del Molino ligger 1 935 meter över havet och antalet invånare är 115.
Terrängen runt San José del Molino är huvudsakligen platt, men åt sydväst är den kuperad. San José del Molino ligger nere i en dal. Runt San José del Molino är det ganska glesbefolkat, med 23 invånare per kvadratkilometer. Närmaste större samhälle är Vicente Guerrero, 5,6 km norr om San José del Molino. Trakten runt San José del Molino består i huvudsak av gräsmarker.